# Бойесен, Ялмар Йорт
Ялмар Йорт Бойесен (23 сентября 1848 года — 4 октября 1895 года) — американский писатель, литературовед, профессор норвежского происхождения и профессором колледжа. Наиболее известен его роман «Гуннар: рассказ о норвежской жизни», который, как  считается, был первым романом норвежского иммигранта в Америке.

## Биография
Бойесен родился на норвежской военно-морской базе Фредриксверн, недалеко от деревни Ставерн в губернии Вестфолл, Норвегия. Ранние годы Бойесена прошли в Фредриксверне, затем в Конгсберге. С 1854 года он жил в Систранде в Согне, с 1860 года учился в Латинской школе Драммена, а после выпускных экзаменов он сдал ещё один экзамен в университете в 1868 году. Бойесен хорошо учился, изучая  немецкую и скандинавскую литературу, окончив Лейпцигский университет и Университет Осло.

### Карьера
В 1869 году Бойесен иммигрировал в Соединенные Штаты и первоначально работал заместителем редактора норвежского еженедельника Fremad, выходившего в Чикаго. Впоследствии полиглот Бойесен преподавал греческий и латинский языки в университете Урбана (Иллинойс). С 1874 по 1880 год Бойесен был профессором североевропейских языков в Корнельском университете. В 1881 году Бойесен получил должность профессора германских языков в Колумбийском университете. Среди его научных трудов — исследования творчества Гёте и Шиллера, «Очерки немецкой литературы», «Комментарии к произведениям Генрика Ибсена» и «Очерки по скандинавской литературе».
Благодаря публичным лекциям Бойесен заслужил репутацию прекрасного оратора. Он был довольно плодовитым литератором, и за 20 лет опубликовал 25 книг, в том числе романы, рассказы, стихи и литературную критику. Также печатались его рассказы, очерки и рецензии на книги в периодических изданиях. Бойесен более известен своими произведениями художественной литературы. Его самые успешные книги основаны на норвежской культуре и национальном характере. Он написал много книг для взрослых и детей.
В 1873 году познакомился в Париже с Иваном Тургеневым, так описав свои впечатления о встрече: «Мне часто приходилось слышать о сходстве между русскими и американцами. И те и другие представляют нации будущего, перед каждой из них лежат великие возможности. Мы привыкли к мысли, что наше общество не обладает определившимися, ясно очерченными типами, что вечно движущаяся поверхность американской жизни не годится для художественных эффектов, не поддается художественной обработке. Вероятно, русские думали то же о своей стране, пока не явился Тургенев и не показал им, что кажущаяся монотонность жизни представляла в действительности великую одухотворенную картину. Когда у нас появится великий беллетрист – а он должен появиться, – он даст нам подобный же урок. А в настоящее время Россия опередила Америку – ибо у нас нет Тургенева».

## Избранная библиография
- Гуннар: Повесть о скандинавской жизни (1874)
- Паломничество норвежца (1875)
- Фальконберг (1879)
- Гёте и Шиллер (1879)
- Илка на вершине холма (1881)
- Дочь Филистимлян (1883)
- Альпийские розы (1884) (игра)
- Бродячие сказки (1889)
- Против тяжелого старого (1890)
- Маммона неправедности (1891)
- Идиллия Норвегии и другие стихи (1892)
- Детство в Норвегии: истории о жизни мальчика в Стране полуночного солнца (1892)
- Очерки немецкой литературы (1892)
- Социальные борцы (1893)
- Комментарий к работам Генрика Ибсена (1894)
- Несмотря на все трудности: рассказ о норвежском героизме и бесстрашное трио (1894)
- Скандинавские сказки (1894)
- Очерки скандинавской литературы (1895)
- Миккель (Неизвестно)

## Дополнительные источники
- Бойесен Ялмар Йорт // Иванян Э. А. Энциклопедия российско-американских отношений. XVIII-XX века. — Москва: Международные отношения, 2001. — 696 с. — ISBN 5-7133-1045-0.
- Glasrud, Clarence A. (1963). Hjalmar Hjorth Boyesen  (Northfield: Norwegian-American Historical Association)
- Fredrickson, Robert S. (1980). Hjalmar Hjorth Boyesen  (Boston: Twayne Publishers)
- Seyersted, Per (1984). From Norwegian Romantic to American Realist: Studies in Life and Writings of Hjalmar Hjorth Boyesen  (Oslo: Solum: Publications of the American Institute, University of Oslo)
- Eckstein, Neil Truman (1990). Marginal Man As Novelist: The Norwegian-American Writers H.H Boyesen and O.E. Rolvaag  (Taylor & Francis)

## Внешние ссылки
- “NAHA. Promise of America – Hjalmar Hjorth Boyesen”
- Работы Hjalmar Hjorth Boyesen в проекте «Гутенберг»
- Works by Hjalmar Hjorth Boyesen at LibriVox (public domain audiobooks)
- Works by or about Hjalmar Hjorth Boyesen at Internet Archive